# Ligidium herzegowinensis
Ligidium herzegowinensis är en kräftdjursart som beskrevs av Karl Wilhelm Verhoeff1901. Ligidium herzegowinensis ingår i släktet Ligidium och familjen gisselgråsuggor. Inga underarter finns listade i Catalogue of Life.